# Vägar i Finland
Vägar i Finland är antingen allmänna eller enskilda. Av kommunerna underhållna trafikleder är i stadsplan fastställda gator (tidigare även byggnadsplanevägar). Med landsväg avses en väg som har upplåtits för allmän trafik och som ägs, upprätthålls och bekostas av staten på sätt som stadgas i 2005 års landsvägslag. Landsvägarna är beroende på sin betydelse för trafiken riksvägar, stamvägar, regionala vägar eller förbindelsevägar.

## Historik
Redan under vikingatiden torde det i sydvästra Finland ha funnit något slag av regelbundet trafikerade stigar. De första riksomfattande bestämmelserna om vägunderhåll ingick i Magnus Erikssons landslag från 1350-talet. I äldre tider var jordägarna skyldiga att bygga och underhålla vägar, staten trädde in som väghållare först på 1900-talet. 
Under medeltiden var de allmänna vägarna farbara endast till häst. En av de viktigaste medeltida vägarna i Finland var den så kallade 
Oxvägen, som ledde från Tavastehus genom Rengo, Somero och S:t Mårtens till Åbo. Det allmänna vägnätets längd i Finland kring 1550 har beräknats till omkring 2 000 km; däri ingick bland annat den så kallade Stora strandvägen från Åbo till Viborg, vilken betecknas som landets äldsta landsväg, i våra dagar även kallad Kungsvägen. Ett sekel senare fanns ungefär 4 000 km allmän väg. Landsvägar löpte då utmed hela västkusten, från södra Tavastland till de närmaste kuststäderna, från Viborg till Kexholm, Nyen och Nöteborg samt från Tammerfors till Korsholm. De viktigaste vägarna i södra Finland var farbara med vagn. 
Under gångna sekler ansågs vattenvägarna utgöra de mest naturliga kommunikationslederna. Vid anläggandet av landsvägar hade strategiska och handelspolitiska synpunkter stor betydelse. Först i slutet av 1700-talet kan ett livligare intresse för vägbyggnad spåras, eftersom några huvudstråk då anlades i det inre av landet som dittills så gott som helt saknat vägar som var farbara med fordon. Under denna tid byggdes vägen Nyslott–Kuopio–Pulkkila–Uleåborg, vägen Tammerfors–Gamlakarleby, vägen Tammerfors–Kuopio samt en del bivägar. Vägarnas sammanlagda längd mot slutet av den svenska tiden uppskattas till omkring 9 000 km. I slutet av 1800-talet var vägnätets längd omkring 45 000 km, vilket avspeglar den kraftiga utvecklingen under detta sekel. 
Mantalsägarnas väghållningsskyldighet bibehölls i 1734 års lag; först lagen angående vägars och broars byggande av 1883 medförde lättnader för den jordbrukande befolkningen bland annat genom att kostnaderna till en del överfördes även på andra fastigheter och inkomsttagare. 
Ett nytt skede i vägväsendets historia började 1825, då regeringen årligen började anslå medel för vägbyggnadsarbeten. Statens andel i upprätthållandet av vägväsendet har därefter ökat successivt och slutligen blivit dominerande; viktiga milstolpar i denna utveckling har varit väglagar, som stiftades 1918, 1927 och 1954. Den sistnämnda ersattes 2006 av landsvägslagen, som dock i stort bibehöll dess principer. 
Enligt 1918 års väglag (trädde i kraft 1921) underhölls landsvägarna på statens bekostnad, antingen indirekt genom kommunala vägnämnder, eller direkt (de viktigaste vägarna) genom Väg- och vattenbyggnadsstyrelsen, medan anläggnings- och underhållskostnader för byvägarna bestreds av dem som hade behov av eller drog nytta av vägen. Beslutet att låta staten överta ansvaret för landsvägarna var unikt i hela världen. Underhållet av landsvägar, som inte togs i statens omedelbara vård, handhades till en början av privata entreprenörer som utsetts av vägnämnderna, men 1948 övertogs denna uppgift av Väg- och vattenbyggnadsstyrelsen. 
Vägnätet, som 1925 omfattade drygt 25 000 km landsväg och omkring 20 000 km byväg, var med hänsyn till motorfordonstrafikens krav undermåligt ännu långt efter andra världskriget, som vållade svårt avbräck i vägväsendets utveckling. Vägar som kunde trafikeras året om med motorfordon fanns under tiden mellan de båda världskrigen endast i kusttrakterna och i södra Finland. Den första från början för biltrafik planerade vägen var den nya vägen Helsingfors–Åbo, som blev färdig till Lojo 1935 och till ändpunkten 1941, sedan bron över Hiidenvesi blivit färdig. Den ersattes av en motorväg som byggdes i etapper under mer än ett halvsekel, mellan 1956 och 2008.
På 1920-talet erhöll avlägsna trakter i Lappland landsvägsförbindelse med det övriga Finland genom Ishavsvägen till Petsamo, som stod färdig 1931. Med stöd av en speciallag byggdes 1929–1935 omkring 1 500 km ny landsväg i norra Finlands och Karelens glesbygder. Kilpisjärvi längst uppe i den så kallade lapska armen förenades med rikets vägnät först under andra världskriget, då tyskarna byggde en väg från Palojoensuu till Ishavskusten vid Skibotn. Även flera andra vägar i Lappland byggdes i samarbete med tyskarna. 
Efter kriget dröjde det till 1953, innan iståndsättandet av gamla och byggandet av nya vägar tog fart; bland annat den viktiga Skärgårdsvägen i Åboland byggdes dock redan på 1940-talet. Genom omfattande vägbyggnadsarbeten på 1950- och 1960-talen, till stor del bekostade med sysselsättningsmedel, uppnådde det finländska vägnätet en tämligen tillfredsställande standard. Vägbeläggningsarbeten i större skala började utföras först på 1960-talet; sedan 1958 används därvid även så kallat oljegrus. 
Till de största vägprojekt som förverkligades under decennierna efter andra världskriget hör de för industrin och turismen viktiga tvärvägarna Björneborg–Joensuu (Insjöfinlands väg, invigd 1978) och Vasa–Joensuu (Blå vägen); båda byggdes huvudsakligen på 1970-talet. Omfartsvägar, som leder trafiken förbi tätorterna, har byggts sedan slutet av 1960-talet.
En systematisk vägmuseiverksamhet, som syftar till att bevara bland annat vissa broar och vägavsnitt i ursprungligt skick, påbörjades 1980.